# Friedrich Otto (Informatiker)
Friedrich Otto (* 21. Februar 1952 in Gadderbaum, heute Bielefeld) ist ein deutscher Informatiker. 
Otto besuchte das Freiherr-vom-Stein-Gymnasium in Betzdorf. Danach studierte er Mathematik und Informatik an der Universität Kaiserslautern, wo er 1978 mit dem Diplom in Mathematik abschloss. 1980 wurde er am Fachbereich Informatik der Universität Kaiserslautern zum Dr. rer. nat. promoviert.
Ein Forschungsaufenthalt von Dezember 1982 bis September 1983 am Fachbereich Mathematik der University of California, Santa Barbara bei Ronald V. Book wurde durch die Deutsche Forschungsgemeinschaft gefördert. Von August 1984 bis September 1986 war er Hochschulassistent am Fachbereich Informatik der Universität Kaiserslautern, wo er 1985 habilitierte. Von 1986 bis 1988 war er Associate Professor am Department of Computer Science der State University of New York, Albany. Von 1989 bis 2017 war er Professor für Theoretische Informatik an der Universität Kassel.

## Schriften
Otto hat über 100 Arbeiten in wissenschaftlichen Zeitschriften publiziert.
- Untersuchungen zur Komplexität algorithmischer Probleme in abzählbar erzeugten Gruppen. Dissertation. Kaiserslautern 1982.
- Decision problems and their complexity for monadic Church-Rosser Thue systems. Habilitationsschrift. Kaiserslautern 1985.
- mit Ronald V. Book: String-rewriting systems. Springer Texts And Monographs In Computer Science; Vol. 7. Springer, 1998.